# Astatin
Astatine là một nguyên tố hóa học phóng xạ có ký hiệu At và số nguyên tử 85. Đây là nguyên tố hiếm nhất xuất hiện tự nhiên trong lớp vỏ Trái Đất, chỉ tồn tại dưới dạng sản phẩm phân rã của các nguyên tố nặng khác nhau. Tất cả các đồng vị của astatine đều tồn tại trong thời gian ngắn; ổn định nhất là astatine-210, với chu kỳ bán rã là 8.1 giờ. Một mẫu tinh khiết của nguyên tố này chưa bao giờ được tạo ra, bởi vì bất kỳ mẫu vật lớn nào cũng sẽ bị bốc hơi ngay lập tức bởi sức nóng do phóng xạ của chính nó.
Các tính chất số lượng lớn của astatine không được biết đến với sự chắc chắn. Nhiều tính chất trong số chúng đã được ước tính dựa trên vị trí của nguyên tố trên bảng tuần hoàn là một chất tương tự nặng hơn của iod và là thành viên của các nguyên tố halogen (nhóm các nguyên tố bao gồm flo, clo, brom và iod). Astatin có khả năng có vẻ ngoài tối hoặc bóng và có thể là chất bán dẫn hoặc có thể là kim loại; nó có thể có điểm nóng chảy cao hơn iod. Về mặt hóa học, một số anion astatin được biết đến và hầu hết các hợp chất của nó giống với iod. Nó cũng cho thấy một số hành vi kim loại, bao gồm khả năng tạo thành một cation monatomic ổn định trong dung dịch nước (không giống như các halogen nhẹ hơn).
Tổng hợp đầu tiên của nguyên tố này là vào năm 1940 do Dale R. Corson, Kenneth Ross MacKenzie và Emilio G. Segrè thực hiện tại Đại học California, Berkeley, người đặt tên nó theo từ astatos Hy Lạp (α ςς), có nghĩa là "không ổn định". Bốn đồng vị của astatine sau đó đã được tìm thấy là có trong tự nhiên, mặc dù ít hơn một gram có mặt tại bất kỳ thời điểm nào trong lớp vỏ Trái Đất. Các đồng vị ổn định nhất astatine-210 và astatine-211 mà hữu ích về mặt y tế, đều không tồn tại trong tự nhiên; chúng chỉ có thể được sản xuất tổng hợp, thường bằng cách bắn phá bismuth-209 bằng các hạt alpha.

## Lịch sử
Sự tồn tại của "eka-iodine (hay eka-iod)" đã được Mendeleev dự đoán. Astatin (theo tiếng Hy Lạp αστατος astatos, nghĩa là "không ổn định") được tổng hợp đầu tiên năm 1940 bởi Dale R. Corson, Kenneth Ross MacKenzie, và Emilio Segrè tại đại học California, Berkeley bằng cách bắn phá hạt nhân bismuth bởi các hạt alpha, và nó xuất hiện trong các dấu vết trong tự nhiên như một sản phẩm phân rã.
Khi các nguyên tố trong bảng tuần hoàn chưa được biết hết, một số nhà khoa học cố gắng tìm nguyên tố đứng sau iod trong bảng tuần hoàn trong nhóm halogen. Chất chưa biết được gọi là Eka-iodine trước khi nó được phát hiện do tên gọi của nguyên tố sẽ do người phát hiện đề xuất. Tuyên bố tìm ra nguyên tố này được đưa ra vào năm 1931 tại Viện Công nghệ Alabama (Alabama Polytechnic Institute - nay là Đại học Auburn) bởi Fred Allison và cộng sự, làm cho nguyên tố này được đặt tên là alabamine (Ab) trong vài năm. Phát hiện này sau đó được cho là phát hiện sai lầm. Các phát hiện sai lầm khác và các tên gọi sau đó là dakin, được đề xuất năm 1937 bởi nhà hóa học Rajendralal De làm việc ở Dhaka, Bangladesh (sau đó là British India); và mang tên helvetium bởi nhà hóa học Thụy Sĩ Walter Minder, khi ông thông báo về việc phát hiện ra nguyên tố thứ 85 năm 1940, và tên gọi của nguyên tố này được đổi thành anglohelvetium năm 1942.
Năm 1943, astatin được chính thức phát hiện ở dạng sản phẩm phân rã của quá trình phóng xạ tự nhiên, bởi hai nhà khoa học Berta Karlik và Traude Bernert.

## Đặc điểm
Nguyên tố phóng xạ cao này được xác nhận bởi các khối phổ kế là có tính chất hóa học giống các halogen khác, đặc biệt là iod, mặc dù astatin được xem là có tính phi kim mạnh hơn iod.  Các nhà nghiên cứu ở Brookhaven National Laboratory đã tiến hành các thí nghiệm để xác định và đo đạc các phản ứng liên quan đến astatin; tuy nhiên, nghiên cứu hóa học của astatin bị giới hạn bởi nó cực kỳ hiếm, và nó có thời gian sống cực ngắn. Đồng vị bền nhất của nó có chu kỳ bán rã khoảng 8,3 giờ. Các sản phẩm cuối cùng của phân rã astatin là các đồng vị của chì. Các halogen có màu tối hơn khi khối lượng phân tử và số nguyên tử tăng. Do đó, theo xu hướng này, astatin có thể được trông đợi là một chất rắn gần như đen, và khi nóng nó thăng hoa thành hơi màu đen, tía (sẫm hơn iod). Astatin được cho là tạo thành các liên kết ion với các kim loại như natri giống như các halogen khác, nhưng có thể bị thay thế ở dạng muối bởi các halogen nhẹ và hoạt động mạnh hơn. Astatin có thể phản ứng với hydro tạo thành hydro astatide, có khả năng hòa tan trong nước tạo thành  axit hydroastatic mạnh đặc biệt. Astatin là nguyên tố hoạt động yếu nhất của nhóm halogen.

## Phân bố
Astatin xuất tồn tại tự nhiên trong 3 chuỗi phân rã phóng xạ tự nhiên, có chu kỳ bán rã ngắn chỉ vài phút. Astatin-218 (218At) được tìm thấy trong chuỗi phân rã phóng xạ urani và 215At cũng như 219At có trong chuỗi phân rã phóng xạ của actini..
Astatin là nguyên tố xuất hiện trong tự nhiên hiếm nhất với tổng khối lượng trong vỏ Trái Đất được ước tính nhỏ hơn 28 gram vào bất cứ thời điểm nào. Sách kỷ lục Guinness ghi nhận đây là nguyên tố hiếm nhất trên Trái Đất: "chỉ khoảng 25 g nguyên tố astatin (At) có mặt trong tự nhiên".

### Sản xuất
Astatin được tạo ra bằng cách bắn phá bismuth bởi các hạt alpha mạnh tạo ra các đồng vị có thời gian sống tương đối lâu 209At đến 211At, các đồng vị này có thể được tách ra bằng cách nung nóng trong không khí. Năng lượng các hạt alpha được sử dụng để bắn phá sẽ cho biết loại đồng vị nào sẽ được tạo ra:
| Phản ứng                          | Năng lượng hạt anpha |
| --------------------------------- | -------------------- |
| 209 83Bi + 4 2 → 211 85At + 2 1 0 | 26 MeV               |
| 209 83Bi + 4 2 → 210 85At + 3 1 0 | 40 MeV               |
| 209 83Bi + 4 2 → 209 85At + 4 1 0 | 60 MeV[15]           |